# Jákup í Jákupsstovu

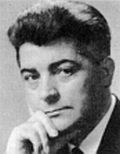
Jákup í Jákupsstovu

Jákup í Jákupsstovu (* 7. Juli 1922 in Sørvágur, Färöer; † 22. Februar 1976 in Tórshavn) war ein färöischer Politiker der Sozialdemokraten (Javnaðarflokkurin), und später führendes Gründungsmitglied der Republikaner (Tjóðveldisflokkurin). Er erlangte 1946 besondere Bedeutung in der Geschichte der Färöer als einziger Abgeordneter, der sich konsequent für die komplette Loslösung der Färöer von Dänemark einsetzte und damit den mehrheitlichen Volkswillen gegen alle anderen etablierten Politiker vertrat.

## Leben
Jákup í Jákupsstovu war der Sohn von Josephine Cathrine, geb. Johansen aus Sørvágur und Johan Jacob Henriksen aus Gásadalur. Der Name „í Jákupsstovu“ bedeutet „in Jacobs Stube, in der Jacobsstube“ und ist einer der typischen färöischen Nachnamen, die sich die Träger nach einem bestimmten Ort oder Haus wählen.
Verheiratet war Jákupsstovu mit Edith, geb. Lamhauge aus Lamba. 1937–38 fuhr er als Fischer zur See. 1939–45 machte er eine Lehre zum Kaufmann. 1946–54 war er Sýslumaður (Polizeichef) für die Insel Vágar, 1954–71 Generalsekretär des Fischerverbandes der Färöer und 1954–70 gleichzeitig Chefredakteur von dessen Zentralorgan Fiskimannablað (unter dem Vorsitzenden des Fischerverbands, seinem Parteifreund Erlendur Patursson).

### Der Rebell
Jákup í Jákupsstovu war 1945–46 Abgeordneter des Løgtings für seine sozialdemokratische Partei. Das Løgting war damals eine Art dänischer Kreistag mit erweiterten Kompetenzen, regierte aber während der eben erst Dänisch-norwegische Personaluniongegangenen britischen Besatzungszeit der Färöer im Zweiten Weltkrieg autonom. In der Verfassungskrise der Färöer 1946 spielte Jákup í Jákupsstovu eine zentrale Rolle: Er verweigerte als einziger Sozialdemokrat im Løgting die Zustimmung zum dänischen Regierungsentwurf, dass die Färöer weiterhin Teil Dänemarks bleiben.
Dadurch hatte der Entwurf keine Mehrheit der 12 Abgeordneten der Regierungskoalition aus Sozialdemokraten unter Petur Mohr Dam und Unionisten (Sambandsflokkurin) unter Regierungschef Andrass Samuelsen. Die oppositionelle (separatistische) Volkspartei (Fólkaflokkurin, 11 Sitze) unter Jóannes Patursson konnte somit eine Volksabstimmung verlangen. Im Gegensatz zu Jákupsstovu wollte die Volkspartei aber nicht, dass über die völlige Loslösung der Färöer abgestimmt wird, sondern nur über die Alternativen a) Regierungsentwurf oder b) Teilautonomie. Die regierenden Sozialdemokraten und Unionisten waren jedoch für Jákupsstovus Vorschlag, weil sie sich so erhofften, den Regierungsentwurf vom Volk bestätigt zu bekommen, da eine völlige Loslösung der Färöer utopisch erschien. So stimmten am 9. Mai die Sozialdemokraten (inkl. Jákupsstovu) und Unionisten für einen Volksabstimmungszettel mit den Abstimmungsoptionen a) Regierungsentwurf oder b) Loslösung. Die Stimme Jákupsstovus ergab 12:11 Stimmen gegen die Volkspartei und für diesen Antrag.
Daraus ergab sich für die Volksabstimmung am 14. September 1946 folgende Konstellation von unterschiedlichen Aufrufen an das Volk:
- Sozialdemokraten und Unionisten: Für Antwort a) Regierungsentwurf, Verbleib im Königreich
- Jákup í Jákupsstovu und die außerparlamentarische Opposition um den von ihm gegründeten Føroyingafelag (Färingerverein): Für Antwort b) Loslösung von Dänemark
- Volkspartei: Boykott der Volksabstimmung durch Ungültigmachen der Option a) auf dem Stimmzettel.

Die Selbstverwaltungspartei (Sjálvstýrisflokkurin) war damals nicht im Løgting vertreten und empfahl entweder ein Votum für b) oder die Ungültigmachung des Wahlzettels. Trotz der Antwortoptionen und des Boykotts der Volkspartei folgte eine knappe Mehrheit des Volks dem Aufruf von Jákupsstovu und dem Färingerverein und sprach sich für die Loslösung von Dänemark aus. Nun bildete die Volkspartei zusammen mit dem Abweichler Jákupsstovu eine rechnerische Mehrheit und konnte die Loslösung der Färöer im Løgting beschließen, allerdings nicht ohne damit gegen die dänische Verfassung zu verstoßen, da nur der dänische Reichstag über die Abtrennung von Gebieten Dänemarks befinden kann. Am 24. September meldete die dänische Marineaufklärung nach Kopenhagen:

„Die Situation in Tórshavn ist vollständig normal und ruhig. Die heutige Løgtingssitzung brachte keine endgültige Klarheit, aber das Treffen wird am Montag fortgesetzt. Die Loslösung scheint doch höchstwahrscheinlich, da sich ein Sozialdemokrat [Jákup í Jákupsstovu] der Volkspartei angeschlossen hat.“

Die Sozialdemokraten und Unionisten beschuldigten Jákup í Jákupsstovu und die Volkspartei des Landesverrats. Der dänischen König erkannte das knappe Ergebnis schließlich nicht an und löste das Løgting am 25. September auf. Das geschah im Einvernehmen mit den färöischen Parteien in Hoffnung auf deutliche Mehrheiten nach Neuwahlen am 8. November.
Jákupsstovu war der einzige Abgeordnete, der die Auflösung des Løgtings ignorierte und pünktlich zum nächsten geplanten Sitzungstermin am 27. September im Tinghaus erschien. Dadurch galt er erneut als Rebell gegen alle anderen Politiker, der mehr oder weniger kompromissbereit waren, denn auch die Volkspartei akzeptierte mit ihrem Fernbleiben die Parlamentsauflösung.
Jákupsstovu wurde nach diesen Vorgängen aus der Sozialdemokratischen Partei ausgeschlossen. Zur Løgtingswahl am 8. November trat er als parteiloser Kandidat für den Wahlkreis Vágar an, erreichte aber mit 304 Stimmen nicht die nötige Stimmenzahl (damals waren 658 für einen Sitz nötig).
1948 war Jákup í Jakupsstóvu zusammen mit Sigurð Joensen, Hanus við Høgadalsá und Erlendur Patursson und anderen, Mitbegründer des linksrepublikanischen Tjóðveldisflokkurin, der politischen Heimat all derjenigen, die sich 1946 von den etablierten Parteien nicht mehr vertreten sahen.

### Kalter Krieg
- Siehe auch: Färöer im Kalten Krieg

Die US-amerikanische Botschaft in Kopenhagen berichtete während des Kalten Krieges regelmäßig an das State Department in Washington über die Lage auf den Färöern. Demnach war der junge redegewandte Jákup í Jákupsstovu „the really fanatical member“ (das wirklich fanatische Mitglied) der Republikaner und wurde neben Hanus við Høgadalsá und Erlendur Patursson als der wichtigste Führer der Separatisten ausgemacht. Diese Einschätzung bestätigte auch der damalige höchste färöische Regierungsbeamte Johan Djurhuus. Jákup í Jákupsstovu wurde in diesem Zusammenhang auch die Begriffsschöpfung vom zweidimensionalen politischen Koordinatensystem der Färöer zugeschrieben, in dem es zunächst um die Frage Selbstständigkeit von Dänemark oder Reichsgemeinschaft geht, und dann erst um links oder rechts im herkömmlichen Sinne.
Jákup í Jákupsstovu soll mit der Kommunistischen Partei Dänemarks (DKP) zusammengearbeitet haben, aber deren Parteilinie war gegen eine Loslösung der Färöer von Dänemark, zumal dies nicht im Interesse der Sowjetunion war.

## Werke
- 1965 Wage Determination and Working Conditions for fishermen in the Faroe Islands, Haag
- 1974 Fólkanøvn í Føroyum (über die färöischen Vornamen, bekam 1974 den Literaturpreis der Färöer für Fachliteratur)